# Zalman Šazar
Zalman Šazar (hebrejsky: זלמן שז"ר, rodným jménem Šneur Zalman Rubašov; 22. prosince 1889 – 5. října 1974) byl izraelský politik, představitel dělnického sionismu, historik, publicista, spisovatel a básník. V letech 1963 až 1973 zastával ve dvou funkčních obdobích úřad izraelského prezidenta. V letech 1949 až 1956 byl poslancem Knesetu za stranu Mapaj a rovněž tak byl historicky prvním izraelským ministrem školství a kultury. Z této funkce prosadil zákon o povinné školní docházce; tato událost je dodnes připomínána na izraelských bankovkách o nominální hodnotě 200 šekelů.
Před vstupem do politiky byl činný v sionistických organizacích a zastával četné funkce v sionistické exekutivě. Studoval na univerzitách v Petrohradě, Freiburgu, Štrasburku a Berlíně a byl odborníkem na židovskou historii ve východní Evropě. Již od svých mladých let publikoval v jazyce jidiš a hebrejštině a přispíval do mnohých jidiš periodik. Zastával funkci šéfredaktora několika levicových deníků, z nichž nejvýznamnější byl Davar.
Jako izraelský prezident se zasadil o vznik každoměsíčních intelektuálních setkávání v prezidentské rezidenci, jichž se účastnila izraelská odborná elita a zástupci diasporních komunit. Zvaním světově uznávaných osobností se pak snažil zvýšit prestiž Izraele. Ani v úřadě prezidenta nezanevřel, jako mnozí, na jidiš kulturu, jazyk a svůj chasidský původ (měl dokonce klíčovou roli ve vytvoření komunity Chabadu v Izraeli).

## Mládí, studium a sionismus
Narodil se do prominentní chasidské rabínské rodiny lubavičské denominace (Chabad) v malém městečku Mir poblíž Minska v carském Rusku (dnešní Bělorusko). V roce 1892 se jeho rodina po velkém požáru v Miru přestěhovala do vesnice Stolevsky, kde získal tradiční náboženské vzdělání v chederu a ultraortodoxní ješivě. Zároveň se však díky svému učiteli hebrejštiny a spisům Bera Borochova seznámil se socialistickou a sekulární sionistickou literaturou a filosofií a začal se angažovat v marxisticko-sionistickém hnutí Poalej Cijon. V roce 1905 během Ruské revoluce organizoval židovskou sebeobranu a o rok později se zúčastnil tajné konference Poalej Cijon v Minsku, kde se seznámil s Jicchakem Ben Cvi (rovněž budoucím izraelským prezidentem) a začal se podílet na ediční a publikační činnosti hnutí.
V osmnácti letech se v roce 1907 přestěhoval do Vilniusu (Vilna), kde se poprvé setkal s Berem Borochovem a budoucí manželkou Jicchaka Ben Cvi – Rachel Jana'it. Ve Vilniusu překládal Borochovovy a Ben Cviho ruské texty do jazyka jidiš pro list hnutí Poalej Cijon s názvem Der Proletarisher Gedank‎. Za své publikační a revoluční aktivity však byl společně s dalšími členy hnutí v létě 1907 na dva měsíce uvězněn carskými orgány. Po propuštění studoval na Akademii židovských studií v Petrohradu, kde se dostal pod vliv Samuela Dubnova. Na studia si vydělával editováním listu Der Yidisher Emigrant‎ a přispíváním do ruských jidiš novin Der Fray‎ a amerických Dos Naye Lebn‎.
V roce 1911 odjel poprvé do Palestiny, kde strávil léto ve kvuce (jedna z prvních forem kibuců) Merchavja. Zde se seznámil s Rachel Bluwsteinovou a sionistickým vůdcem Berlem Kacnelsonem. Následující rok opustil Rusko a odjel za studiem; studoval historii a filosofii na univerzitách ve městech Freiburg im Breisgau a Štrasburk. Po vypuknutí první světové války v červenci 1914 studoval na berlínské Humboldtově univerzitě. Jeho specializací byly židovské dějiny ve východní Evropě, šabatiánské hnutí a biblická kritika. Zároveň byl činný v sionistickém hnutí a jako novinář přispíval do deníku Juedische Rundschau‎. V téže době, v roce 1916, se stal jedním ze zakladatelů německého sionistického dělnického hnutí a o rok později hnutí he-Chaluc.
V roce 1919 byl na konferenci Poalej Cijon ve Stockholmu jmenován členem delegace, společně s Nachmanem Syrkinem, Nachumem Nirem a Chajimem Finemanem, která měla „zjistit podmínky v Palestině a vypracovat plán pro kooperativní ekonomický rozvoj.“ Následující rok se oženil s básnířkou Rachel Kacnelsonovou a téhož roku vystoupil na konferenci Poalej Cijon ve Vídni, kde odmítl komunismus. V roce 1921 byl na 12. Světovém sionistickém kongresu zvolen členem sionistické exekutivy a v letech 1922 až 1924 přednášel historii na Židovském pedagogickém institutu ve Vídni.

## Alija a počátek politické kariéry
V roce 1924 podnikl aliju do mandátní Palestiny, kde se stal členem sekretariátu odborových svazů Histadrut a zároveň také členem redakční rady jeho deníku Davar. Poté, co v roce 1944 zemřel Berl Kacnelson, jenž byl redaktorem Davaru, zaujal až do roku 1949 jeho místo. Rovněž tak byl v letech 1930 až 1932 společně s Chajimem Arlozorovem redaktorem časopisu strany Achdut ha-avoda. Byl členem Židovské národní rady, která byla hlavní národní institucí židovské komunity (jišuvu) v rámci mandátní Palestiny. Rovněž tak stál v čele odboru vzdělání a kultury Světové sionistické organizace. Dne 29. listopadu 1947 byl členem delegace Židovské agentury, jenž přihlížela hlasování Valného shromáždění OSN, které schválilo plán na rozdělení Palestiny.

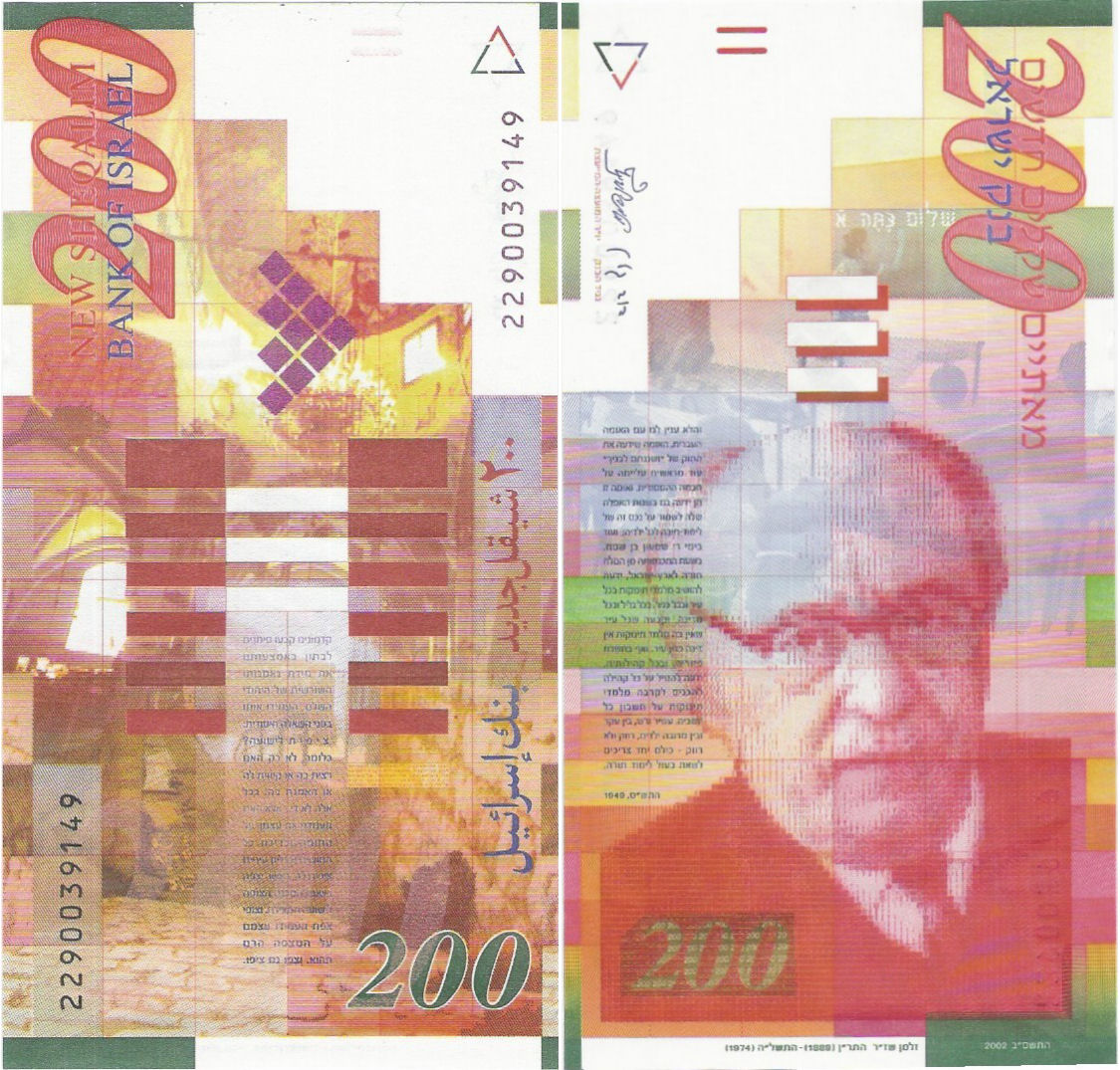
Izraelská bankovka o hodnotě 200 šekelů s Šazarovým portrétem a textem jeho projevu k zákonu o povinné školní docházce ze dne 13. července 1949.

Po vzniku Izraele si hebraizoval své jméno ze Šneura Zalmana Rubašova na Zalmana Šazara. V prvních parlamentních volbách v roce 1949 kandidoval do Knesetu za stranu Mapaj, byl zvolen poslancem a posléze jmenován prvním izraelským ministrem školství v první vládě Davida Ben Guriona. Ministrem se stal „v kritických letech masové imigrace, kdy povinné vzdělávání a výuka hebrejštiny byly základní nástroje pro vytváření sociální soudržnosti.“ Právě uzákonění povinné školní docházky, prostřednictvím zákona o povinném vzdělání (anglicky: Compulsory Education Law) z července 1949, patřilo mezi jeho největší počiny v čele ministerstva. O významu prosazení tohoto zákona svědčí i skutečnost, že text Šazarova projevu, který v souvislosti s přijetím zákona přednesl v Knesetu, je společně s jeho portrétem vyobrazen na 200šekelové bankovce, která byla vydána 31. října 1999 (viz obrázek vlevo). Po změnách ve vládě v roce 1950 již v čele ministerstva školství a kultury nestál, poslanecký mandát si však udržel i po volbách v roce 1951 a 1955. V roce 1952 se stal členem výkonného výboru Židovské agentury. V roce 1956 se vzdal poslaneckého mandátu a v letech 1956 až 1960 byl úřadujícím předsedou výkonného výboru Židovské agentury v Jeruzalémě.

## Prezidentství

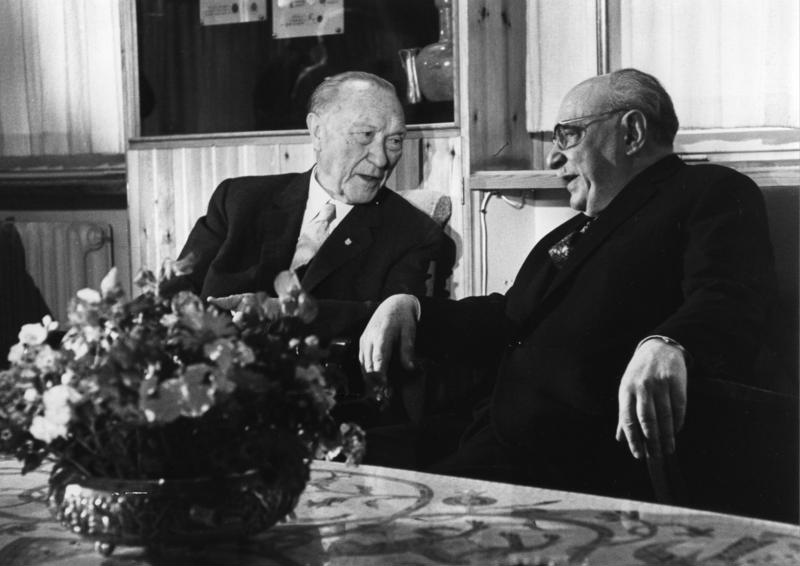
Prezident Šazar (vpravo) s německým spolkovým kancléřem Konradem Adenaurem, květen 1966

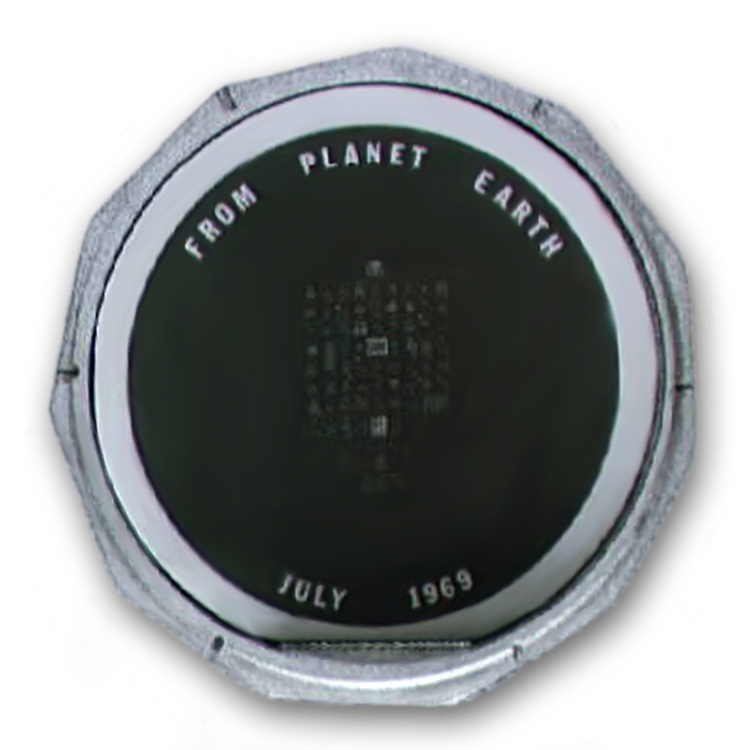
Křemíkový disk mise Apollo 11 s poselstvími dobré vůle z planety Země. Jedním ze zaznamenaných poselství je i to od prezidenta Šazara.

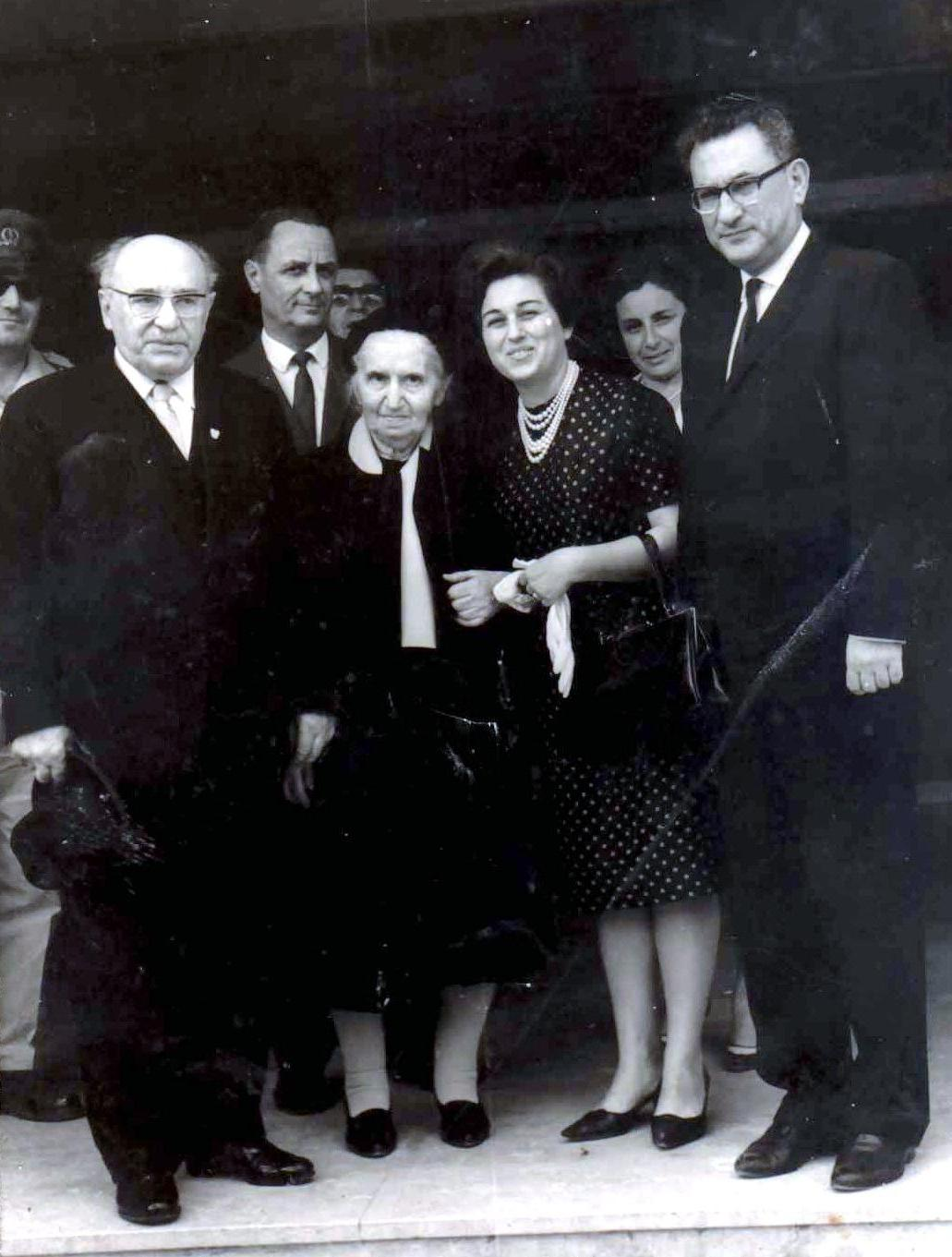
Zalman Šazar (vlevo) s manželkou Rachel při setkání s občany. 1963–1968

Dne 21. května 1963 se v Izraeli po smrti prezidenta Jicchaka Ben Cvi, který zemřel 23. dubna, konaly prezidentské volby. Někdejší poslanec a ministr školství Šazar za stranu Mapaj se v nich utkal s poslancem Liberální strany a bývalým ministrem průmyslu a obchodu Perecem Bernsteinem. Volby byly rozhodnuty již v prvním kole, když Šazar získal nadpoloviční počet hlasů. Celkem získal 67 hlasů, 33 jich získal Bernstein, 7 hlasovacích lístků bylo odevzdáno prázdných a 13 poslanců se zdrželo hlasování. Prezidentský úřad zastával ve dvou po sobě jdoucích obdobích; opětovně zvolen byl 26. března 1968. Ve volbě neměl žádného protikandidáta a hlas mu dalo 86 poslanců, nikdo nebyl proti, 24 hlasovacích lístků bylo prázdných a 10 poslanců se zdrželo hlasování. Po skončení druhého funkčního období jej v úřadě vystřídal Efrajim Kacir.
Během jeho funkčních období došlo k přestěhování prezidentské rezidence na její současné místo v ulici ha-Nasi. Samotnou rezidenci pak Šazar přeměnil na místo intelektuálních setkání a centrum vzdělanosti. Tu se snažil sám podporovat například zřízením fondu pro badatele a spisovatele. Jeho přičiněním vznikl projekt „studijní skupiny židovstva z diaspory, založený ve spolupráci s Ústavem pro soudobé židovstvo při Hebrejské univerzitě v Jeruzalémě.“ Na rozdíl od mnohých izraelských vůdců zůstal být věrný svému náboženství a automaticky nepřijal hegemonii hebrejštiny. V rezidenci nechal vybudovat synagogu a každé sobotní ráno do ní zval vybrané hosty k požehnání kiduš. Rovněž tak udržoval styky s chasidským hnutím a vrchním rabínem hnutí Chabad Lubavič ve Spojených státech. Na jeho vztah k jazyku jidiš a jeho kultuře měl velký vliv jeho původ z východní Evropy; „více než většina ostatních sionistických vůdců měl zájem na zachování a prosazení jidiš kultury a kultury východoevropských Židů.“ Jím vytvoření každoměsíční setkání intelektuálů popisuje izraelské ministerstvo zahraničních věcí následovně:
Každý měsíc zval akademiky na setkání věnovaná zkoumání a řešení intelektuálních a abstraktních témat židovského života. Tento poměrně exkluzivní a vysoce prestižní kruh, kde se setkávala jeruzalémská intelektuální elita se zástupci diasporních komunit, se stal „institucí“ sám o sobě. Po každé z přednášek hostů následovala diskuse, jež byla Šazarem samým následně shrnuta a posléze zveřejněna. Těmito setkáními a zvaním význačných spisovatelů a vědců do Izraele, coby jeho osobních hostí, se Šazar snažil pozvednout postavení Izraele, představit tyto tvůrce veřejného mínění a zároveň je proměnit ve vyslance dobré vůle nového státu. Jedním ze Šazarových hostů byl i (spisovatel a nositel Nobelovy ceny za literaturu) Isaac Bashevis Singer.
Ministerstvo zahraničních věcí Státu Izrael
Když v roce 1964 Izrael navštívil papež Pavel VI., přečetl mu Šazar verš z knihy proroka Micheáše, ve kterém se praví: „Každý jiný lid si chodí ve jménu svých bohů, ale my budeme chodit ve jménu Hospodina, našeho Boha, navěky a navždy.“ Během jeho působení v úřadu prezidenta ale také proběhla šestidenní válka v červnu roku 1967. Ještě v květnu přitom Šazar odcestoval na dlouho plánovanou sedmnáctidenní zahraniční cestu do Kanady, Skotska a na Island. Kvůli rostoucímu napětí ale cestu předčasně ukončil a urychleně se vrátil do Izraele. Po válce poskytl rozhovor deníku Davar, ve kterém uvedl: „Nepochyboval jsem ani na okamžik, že zvítězíme.“
V červenci 1968 hostil oslavu 80. narozenin izraelského spisovatele a nositele Nobelovy ceny za literaturu Šmu'ela Josefa Agnona. V roce 1969 Šazar napsal jedno ze 73 poselství dobré vůle z planety Země, které bylo zaznamenáno na křemíkové plaketě, kterou na Měsíci zanechala mise Apollo 11, která byla historicky prvním okamžikem, kdy člověk vstoupil na Měsíc. Šazarův vzkaz popisuje Lubomír Stejskal následovně: „Jeho poselství je krátké. Obsahuje toliko jednu větu, která ale představuje spojnici mezi moderní současností a starobylou minulostí, jež sahá až k prezidentovu velkému předchůdci – Davidovi, synu Izai (Jišaje), druhému králi Izraele. To vše je rámováno majestátem Všehomíra. Zalman Šazar si totiž vybral myšlenku z jednoho z Davidových žalmů.“ Celý vzkaz zní: „Od prezidenta Izraele z Jeruzaléma s nadějí na „hojnost pokoje, dokud Měsíc nezanikne.“ (Žalm 72:7).“
Šazarovo druhé funkční období skončilo 24. května 1973. Zemřel 5. října 1974 ve věku 84 let. Je pohřben na Herzlově hoře v Jeruzalémě.

## Ocenění a připomínka

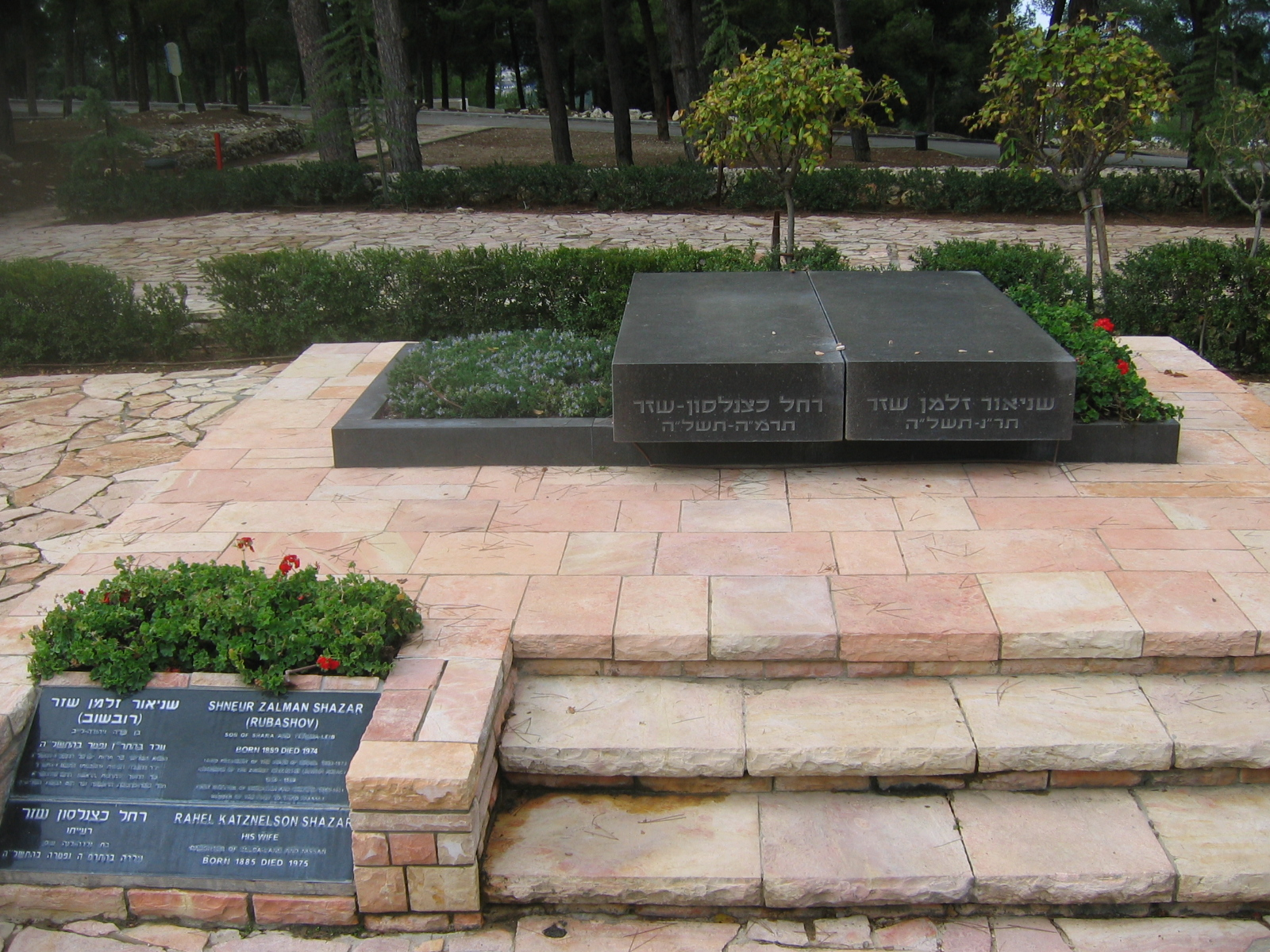
Hrob Zalmana Šazara a jeho manželky Rachel na Herzlově hoře v Jeruzalémě

V roce 1966 získal společně s Jisra'elem Efratem Bialikovu cenu za literaturu. Na jeho počest bylo v roce 1973, ve spolupráci izraelské vlády s historickou společností v Jeruzalémě, založeno Centrum Zalmana Šazara, které se jako nakladatelství věnuje židovským dějinám. V roce 1994 vznikl v Izraeli film režiséra Ja'akova Grose s názvem Zalman Shazar – President and Believer, který vypráví životní příběh a skutky prezidenta Šazara. Od roku 1999 jsou v oběhu bankovky v nominální hodnotě 200 šekelů (zhruba 1000 Kč) se Šazarovým portrétem a textem jeho projevu v Knesetu z 13. července 1949.

## Dílo a novinářská práce
Encyclopaedia Judaica se k Šazarově tvorbě vyjadřuje následovně: „Šazar se literární tvorbě věnoval po 70 let a jeho dílo mělo mnoho podob, od poezie a autobiografické fikce až po vědecká pojednání a publikované články. Psal jak v hebrejštině, tak v jidiš a byl znám pro svůj jedinečný styl, ve kterém používal lyričnost a biblické vlivy pro současné problémy.“ Jeho první vydaný článek v jidiš (o sjednocení dělnických sionistických stran) vyšel v roce 1910 a článek v hebrejštině (o dojmech ze spatření Západní zdi) jen o rok později. Po první světové válce působil v roce 1918 jako editor listu německého Poalej Cijon s názvem Oyf der Shvel‎ a v letech 1921 až 1923 vídeňského listu Das Arbeitende Eretz Yisrael‎. Rozsáhlá je jeho publikační činnost v deníku Davar, kam přispíval ať už za redakci, pod svým vlastním jménem či pod pseudonymy. Dva roky spolupracoval s Chajimem Arlozorovem na měsíčníku strany Achdut ha-Avoda.
Sehrál průkopnickou roli v zavádění moderní biblické kritiky do hebrejštiny. Byl taktéž překladatelem a přispěl k filologii jazyka jidiš (shromažďoval a analyzoval lingvistické fráze v tomto jazyce). Encyclopedia Judaica dále uvádí, že „jeho eseje o Marxovi a Lassallovi vyjadřovaly Šazarův zájem o židovskou roli v socialismu, zatímco jeho eseje o Borochovovi, Ben Cvim, Syrkinovi a Berl Kacnelsonovi osvětlili počátky hnutí dělnického sionismu.“
V roce 1950 vyšla v Tel Avivu kniha Kochvej boker‎ (v roce 1967 vyšla v anglickém překladu pod názvem Morning Stars), která shromáždila jeho autobiografické poznámky. Kniha vyšla v mnoha reedicích v několika jazycích. V roce 1963 vyšlo jeho biografické hodnocení vůdců a sionismu pod názvem Or Išim‎. Po skončení jeho prezidentského úřadu vyšly v roce 1973 jeho vybrané spisy z let 1903 až 1973 a nová edice Or Išim o třech svazcích. V roce 1999 byla vydána korespondence mezi ním a jeho manželkou Rachel pod názvem ha-Chofim ha-Šanim: Michtavim 1903–1963, Rachel ve-Zalman Šazar‎.